# Isacia conceptionis
Isacia conceptionis är en fiskart som först beskrevs av Cuvier, 1830.  Isacia conceptionis ingår i släktet Isacia och familjen Haemulidae. IUCN kategoriserar arten globalt som livskraftig. Inga underarter finns listade i Catalogue of Life.